# کارول بوکه
کَرول بوکه (فرانسوی: Carole Bouquet‎؛ زادهٔ ۱۸ اوت ۱۹۵۷) یک هنرپیشه سینما، مانکن و کارگردان اهل فرانسه است. وی از سال ۱۹۷۷ میلادی تاکنون مشغول فعالیت بوده است. بوکه در ۱۸ اوت ۱۹۵۷ در شهر نوی-سور-سن در فرانسه زاده شده‌است.
از فیلم‌هایی که وی در آنها نقش داشته‌است می‌توان به بچه رزماری، میل مبهم هوس، سکس و شهر، زنان دامن‌پوش، هرکس را که می‌خواهید ببوسید، به گل رز خوش آمدید و فقط بخاطر چشمان تو اشاره کرد.